# Mansonia humeralis
Mansonia humeralis är en tvåvingeart som beskrevs av Dyar och Frederick Knab 1916. Mansonia humeralis ingår i släktet Mansonia och familjen stickmyggor. Inga underarter finns listade i Catalogue of Life.